# Titi Kwan
Titi Kwan (Hong Kong, 1968) è uno stilista e designer cinese naturalizzato francese.
A partire dalla metà degli anni '90 lavora a stretto contatto con la cantante e attrice cinese Faye Wong, in qualità di suo stylist, prima di trasferirsi a Parigi e diventare un designer a tutti gli effetti all'inizio del 2010.

## Biografia
Il padre di Titi Kwan era un sarto che lavorava in casa, specializzato in abiti tradizionali cinesi. All'età di 15 anni si trasferì a Parigi per stare con sua sorella, dove poté esprimere il suo personale senso dello stile senza sentirsi fuori luogo. All'età di 18 anni si iscrisse allo Studio Berçot di Parigi, dove conobbe la storia della moda e imparò a cucire e acquisì capacità di taglio e design sotto gli occhi di Marie Rucki. Lavorò come cameriere per pagarsi i contributi accademici e successivamente trovò un secondo lavoro come stilista. Alla fine, lasciò lo Studio Berçot per concentrarsi a pieno in questo campo.

## Carriera di stilista
Durante un viaggio di ritorno ad Hong Kong a metà degli anni '90, Kwan incontrò Faye Wong mentre cercava un artista da inserire in una rivista di moda. Da questo momento iniziò una lunga collaborazione tra Wong e il suo nuovo stylist Kwan, il quale, da quel momento in poi, lavorò esclusivamente per lei fino a quando lei non decise di prendersi una pausa dal lavoro nel 2004. Il primo outfit di Wong fu un abito di Versace e delle infradito, esso fu accolto in maniera inaspettata dai suoi fan per la sua modernità, questi, infatti, erano abituati a uno stile conservativo, della fine degli anni '80. Wong e Kwan hanno anche esaminato degli abiti di designer d'avanguardia emergenti come Dries Van Noten e Martin Margiela. Nel periodo in cui lavorava con Kwan, Faye Wong divenne conosciuta come la "Madonna dell'Est."
Sebbene fosse descritto come un visionario della moda e un "uber stylist", Kwan mantenne una basso profilo imperscrutabile, facendo sì che fosse il suo lavoro a rappresentarlo. È stato spesso paragonato ai suoi colleghi stilisti delle celebrità quali Nicola Formichetti e Rachel Zoe, e veniva chiamato "lo stilista più famigerato dell'Asia."

## Fashion designer
La pausa lavorativa di Faye Wong permise a Kwan di proseguire la sua carriera nel fashion design e di sviluppare la sua visione. Nel 2008, presentò la sua prima collezione al festival di moda Hyères, dove venne selezionato. La collezione fu accolta da Maria Luisa Poumaillou, che la rivendette alla sua boutique di Parigi. Nonostante il successo iniziale, Kwan decise di smettere di lavorare fino al 2011, quando si sentì di nuovo fiducioso delle sue capacità. La sua etichetta, chiamata Alibellus+, è divisa in tre categorie: una comprende abbigliamento casual, una comprende una linea di vestiti rifiniti con dettagli fatti a mano e l'ultima comprende pezzi unici ricavati da tessuti vintage.
I design di Kwan, che iniziano con un drappeggio del tessuto una forma prima di abbozzare o ideare un motivo,  combinano il taglio sbieco e il drappeggio con tecniche di piegatura per creare capi ideali per il movimento e il comfort. Egli cita la stilista degli anni '20-'30 Madeleine Vionnet, particolarmente nota per le sue tecniche di taglio in sbieco e per la precisione delle finiture, come sua importante influenza sul suo lavoro. Kwan prende ispirazione anche dal fotografo Richard Avedon, i registi Wim Wenders e Jim Jarmusch.
Kwan ha collaborato anche con Christophe Lemaire di Hermès e Martine Sitbon. Continuò a lavorare con Faye Wong disegnandole i costumi per il suo tour nel 2011, tra cui un abito da dea ricavato da un singolo pezzo di tessuto, e un abito particolarmente morbido realizzato con oltre 100 metri di chiffon.